# Magnetec
Magnetec é uma empresa brasileira, fundada em 1991 no estado do Rio Grande do Sul - Brasil, para atender o mercado de detectores de metais que na época era emergente, diante da obrigatoriedade de equipamentos para segurança preventiva em todas as entidades bancárias do país.
Conforme registros do arquivo institucional da empresa ao longo dos anos, os detectores da Magnetec espalharam-se pelo território brasileiro, e exterior tornando-a um dos maiores fabricantes destes equipamentos no Brasil. Hoje a empresa está sediada na cidade de Glorinha onde pesquisa, desenvolve e industrializa os detectores de metais, equipamentos integrados para controle de acesso, softwares especiais e outros equipamentos para segurança preventiva.